# S-3 (航空機)
S-3 ヴァイキング
空母セオドア・ルーズベルトから発艦するS-3B。
- 用途：対潜哨戒機
- 分類：艦上対潜哨戒機
- 製造者：ロッキード社
- 運用者： アメリカ合衆国（アメリカ海軍）
- 初飛行：1972年1月21日
- 生産数：187機
- 運用開始：1974年
- 退役：2016年(NASAでの退役は2021年)
- 運用状況：退役
- ユニットコスト：2,700万USドル（1974年）

S-3は、アメリカの航空機メーカー・ロッキード社（現・ロッキード・マーティン社）が開発した艦上対潜哨戒機である。
愛称は“Viking（ヴァイキング）”。非公式愛称として、掃除機の吸出し音のような独特のエンジン音から“フーバー(hoover)”のあだ名がつけられていた。

## 概要

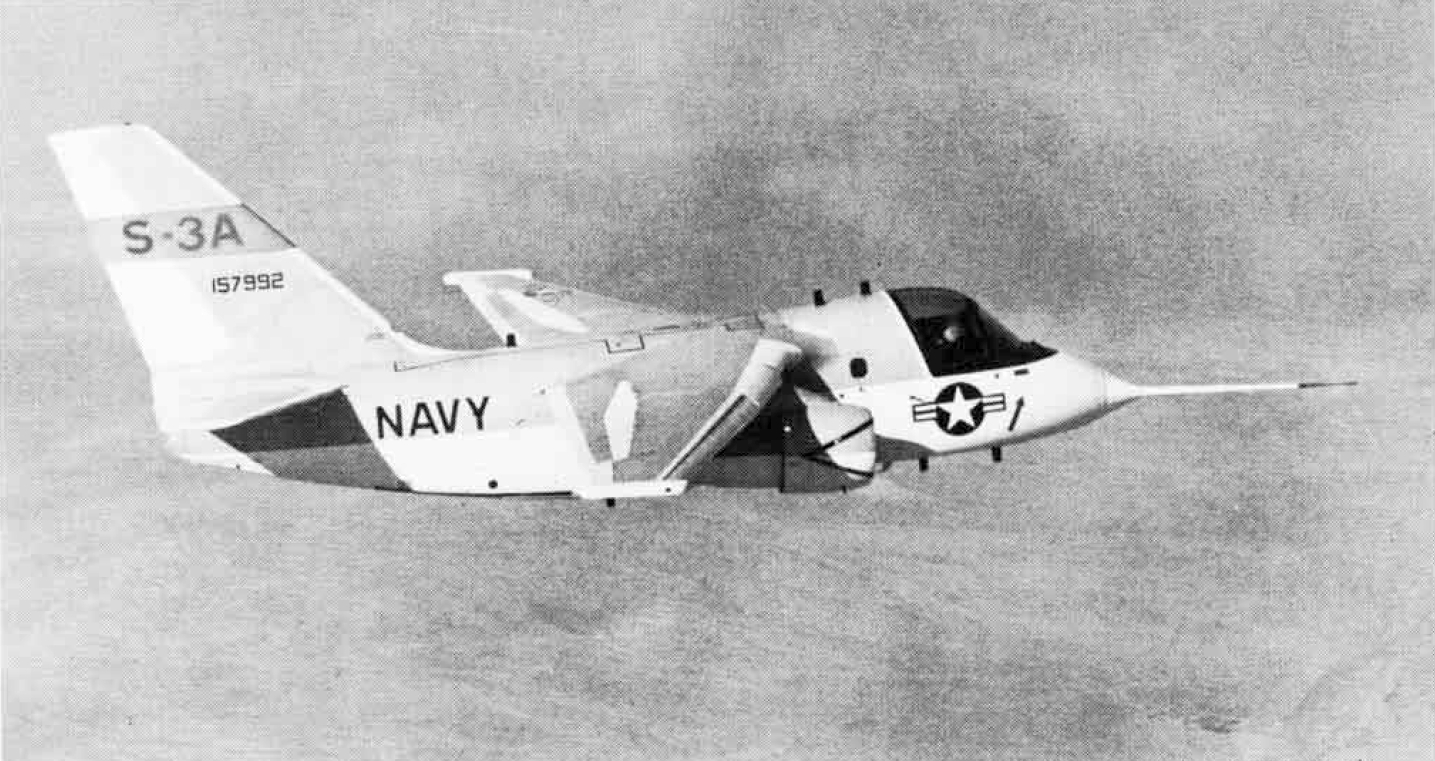
試作型　YS-3

1960年代後半、アメリカ海軍は“VSX”（次期固定翼対潜機）としてS-2トラッカーの後継機となるべき機体の開発計画を国内航空メーカー各社に提示した。
1969年にロッキード社が製造契約を獲得したが、同社は艦上機の経験が浅く、F8Uクルセーダー艦上戦闘機やA-7 コルセア II艦上攻撃機など第二次世界大戦前から艦上機の経験が深いヴォート社（LTV社）を従契約社として開発が行われた。主契約社のロッキード社は兵器システムとしての本機の開発/生産の主体として航空電子システムの統合や最終組立などを行い、航空機としてのそれはヴォート社に委ねている。
試作機は1972年1月21日に初飛行し、S-3Aの名称で量産が開始された。
派生型として対潜装備と電子機器を撤去して乗員区画後方に6名分の座席を増設できる貨物区画を設けた艦上輸送機型のUS-3A、対潜装備を降ろして電子装備を増設したSIGINT（信号情報収集）機型のES-3A シーシャドゥ(Sea Shadow)、がある。また、実験的に改造された“概念実証型ヴァイキング(Proof of Concept Viking)”と呼ばれる各種の派生型が多数存在する（後述「#各型および派生型」の節参照）。

## 機体

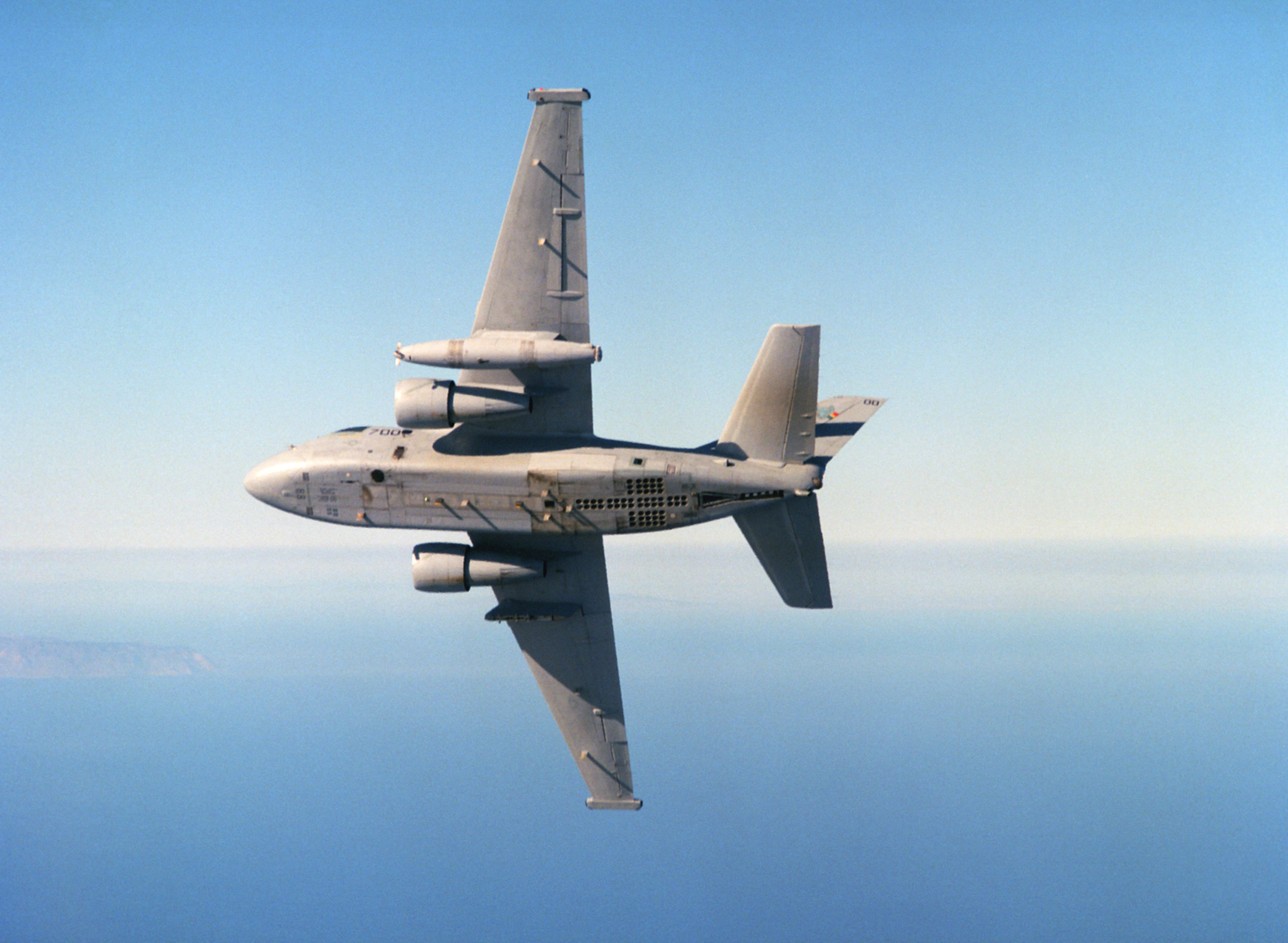
S-3Bの機体下面。下面に並ぶ穴はソノブイの投下孔で、左翼パイロンに装着されているのは空中給油ポッド。

S-3はほぼ四角断面の機体に大きな単垂直尾翼と高翼配置の主翼を持つ。主翼前縁は浅い15度の後退角を持つが、後縁には角度が付けられていない。主翼の翼端部にはESM装置が装備されている。主機である　TF-34-GE-400　ターボファンエンジンは主翼下にポッド式に装備しており、機体後部には対潜用電子機器が消費する電力を賄うために補助動力源（APU）としてラムエアタービンを搭載している。垂直尾翼の根元前方にはこのタービンのためのラムエアスクープが開口されている。
航空母艦に搭載する艦上機という性格上、主翼や垂直尾翼は大きく折り畳むことができ、主翼は上方に、垂直尾翼は側方に折り曲げるようになっている。エセックス級航空母艦でも運用できる事が要求されていたが、実際に就役した頃には既にエセックス級航空母艦は退役しているという、皮肉な結果に終わった。
MAD（磁気異常探知）センサーのセンサーブームは胴体内引き込み式になっており、使用時には尾部から機外に展伸して使用する。また、機首左下面にはFLIR（赤外線前方監視装置）を機体内引込式に装備している。胴体内のウェポンベイに魚雷や爆雷を搭載できるほか、翼下のエンジン外側のパイロンにも空対艦ミサイルや対地、対潜用の各種爆弾を搭載でき、増加燃料タンクの他に“バディシステム”と呼ばれる空中給油装置を搭載しての空中給油能力を持つ。S-3自身は機体上部前端、キャノピーの中央部に収納式の空中受油ブームを装備している。
乗員は4名であり、主操縦士、副操縦士兼センサー員（Co-Pilot/COTAC）、戦術航空士（TACOO）、音響センサー員（SENSO）となっている。座席配置は並列座席の2列配置である。座席は全て射出座席となっている。後部座席は機内にあるが、頭上の機体上部外板を破砕して座席ごと射出される。乗員区画の後方は電子機器室になっており、乗員区画から中央の通路を通じて機内から機器のメンテナンスが可能である。機内の乗員区画は与圧されており、高高度でも乗員は個別に酸素マスクを着用せずに活動できる。与圧状態を保つため、及び電子機器が発生させる大量の熱を冷却するために「ECS（環境コントロールシステム）」と呼ばれる装置が備えられており、S-3では前任機のS-2で不十分とされた居住性を大幅に向上させることに成功している。
また、製造にLTV（リング・テムコ・ヴォート）社が協力した関係上、降着装置にF-8クルセイダー/A-7コルセアⅡと同じものを使用している。

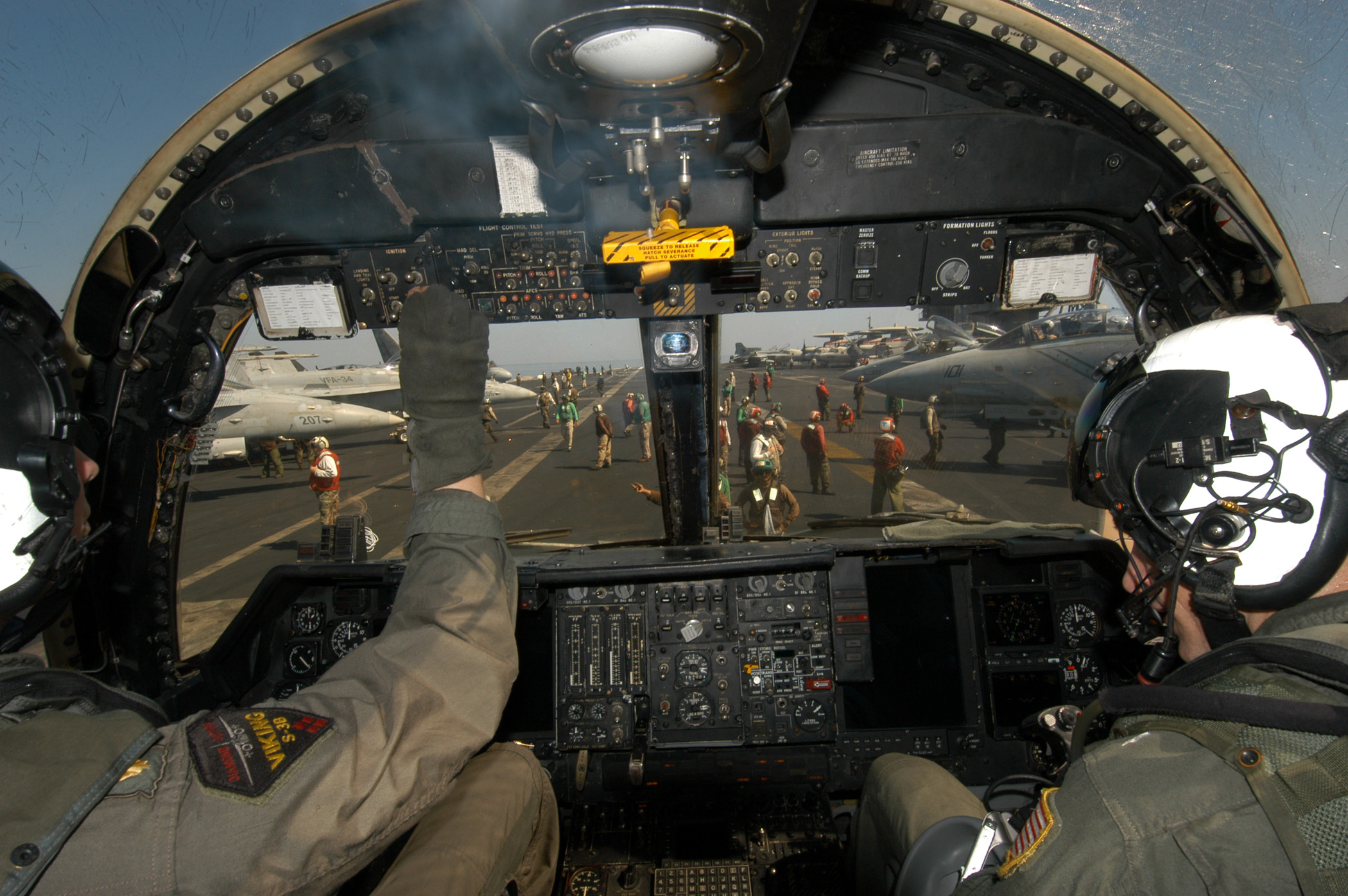
S-3Bの操縦席。
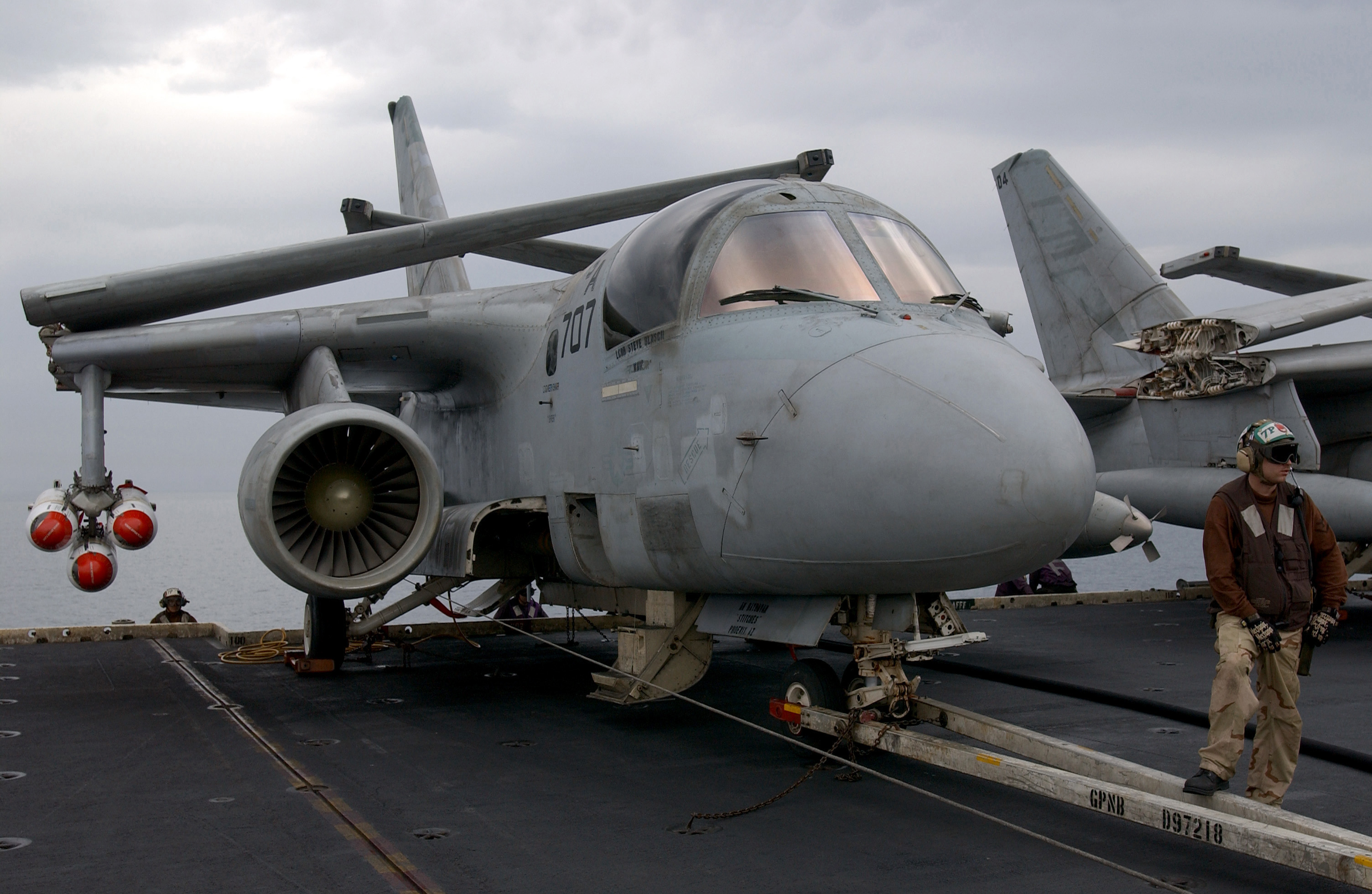
主翼を折り畳んだ状態のS-3B。
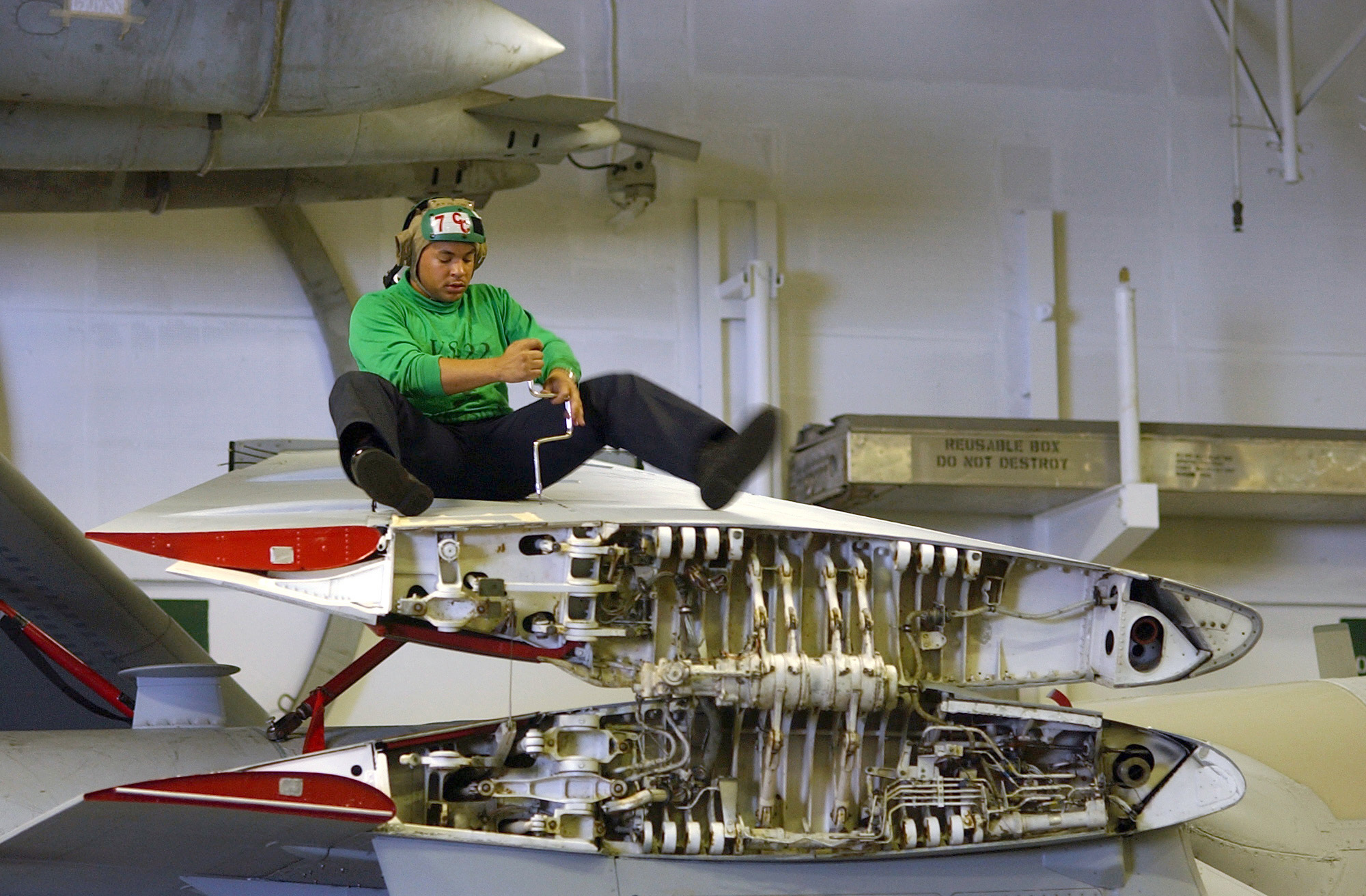
主翼折畳部断面。
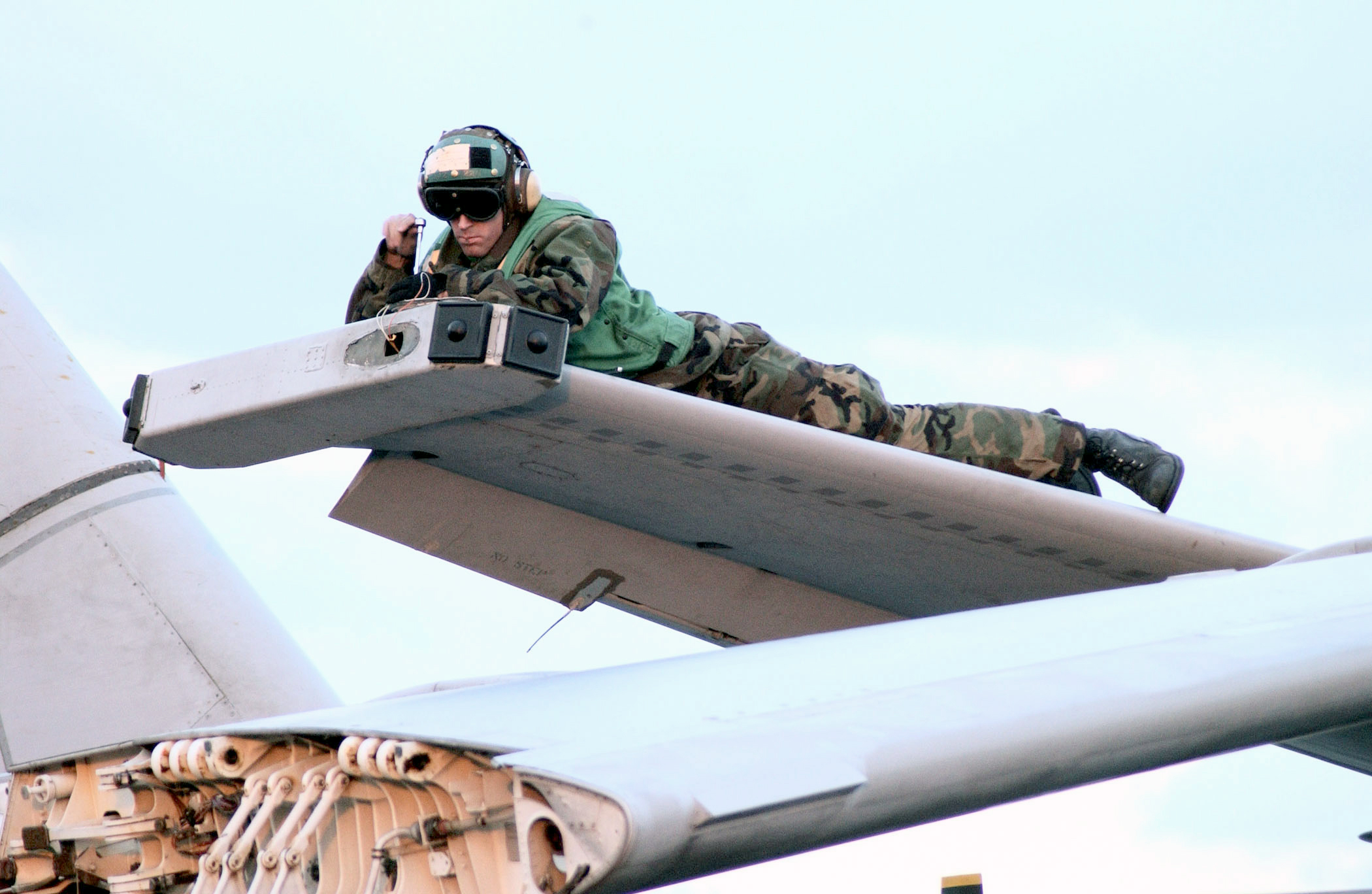
主翼端のESMアンテナ部。
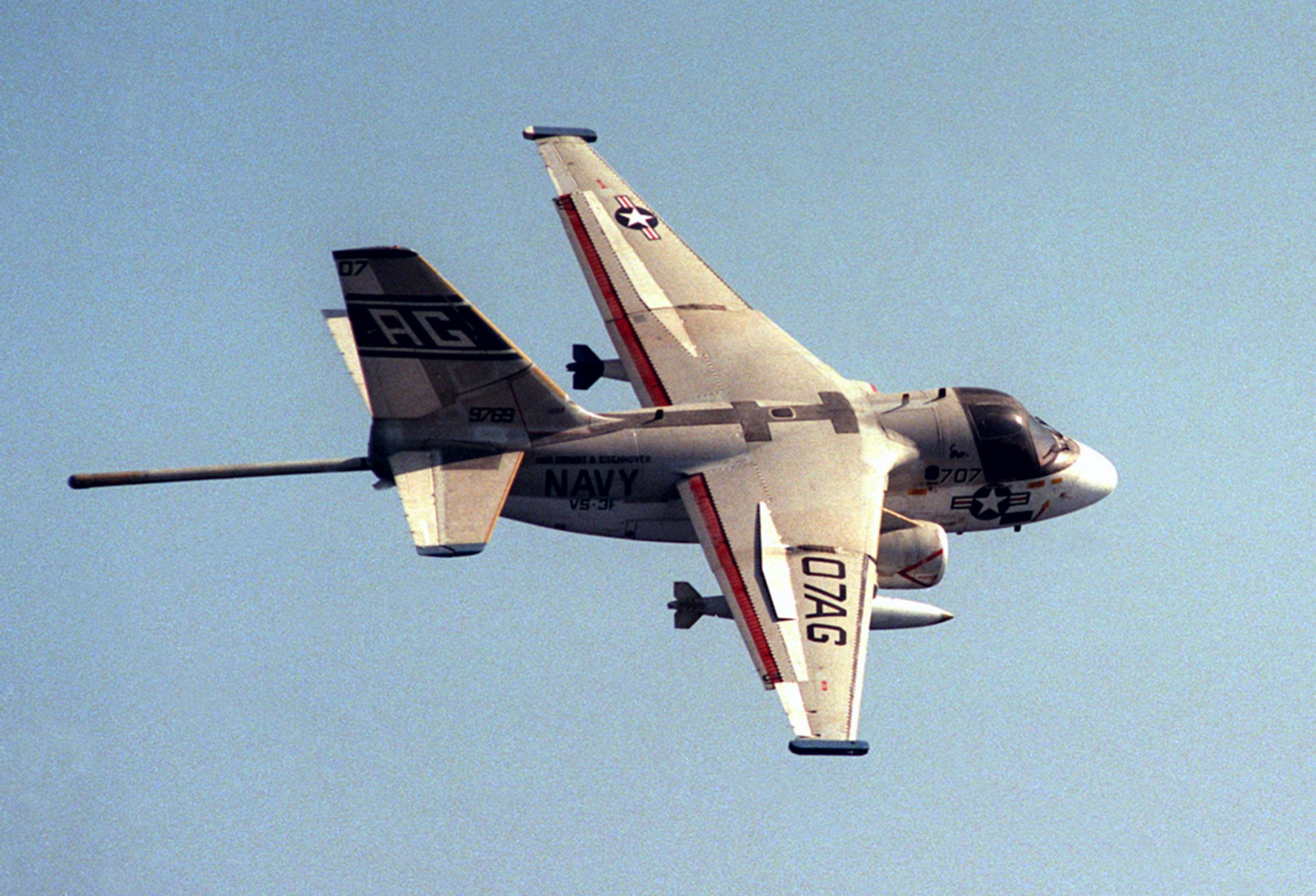
MADブームを展伸するS-3A。
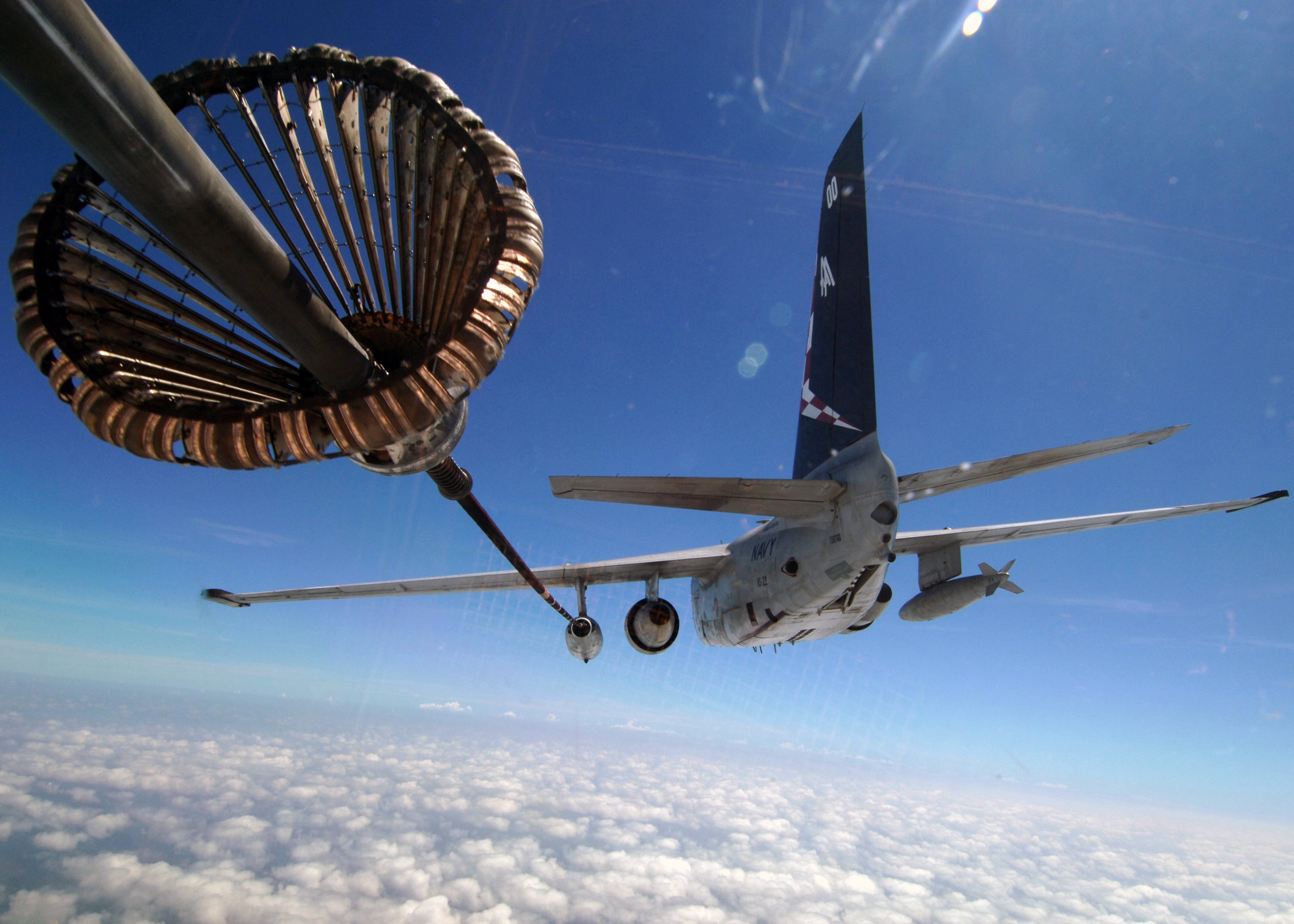
空中給油装置を展伸して空中給油中のS-3B。

## 運用
S-3Aは1974年から部隊配備が開始され、1975年以降S-2トラッカーを装備する部隊に後継として配備が行われた。部隊配備は1978年8月に完了している。1981年からは電子機器と兵装運用システム及び対潜機材を改良する"Weapon Systems Improvement Program (WSIP. 兵器システム能力向上プログラム)が行われ、既存のS-3Aは全てこの改良を行ったS-3Bへと改造されている。
冷戦が終結すると、ソビエト連邦の原子力潜水艦を探し出し攻撃する任務を主目的に作られた本機は対潜哨戒機としては任務を陸上機のP-3に譲る事になり、航空母艦搭載の艦上機としては対潜哨戒任務ではなく艦載機への空中給油任務と副次的な汎用攻撃任務に就いていたが、F/A-18E/F戦闘攻撃機の配備が進み、S-3は逐次退役することとなった。なお、S-3は1991年の湾岸戦争において初の実戦を経験しているが、その任務は通常爆弾を用いた陸上陣地に対する爆撃と対艦ミサイルによる艦艇攻撃、そしてESM能力を利用したSIGINT活動（この時ES-3Aはまだ実戦配備されていなかった）であり、実戦において対潜水艦攻撃を行った例はない。

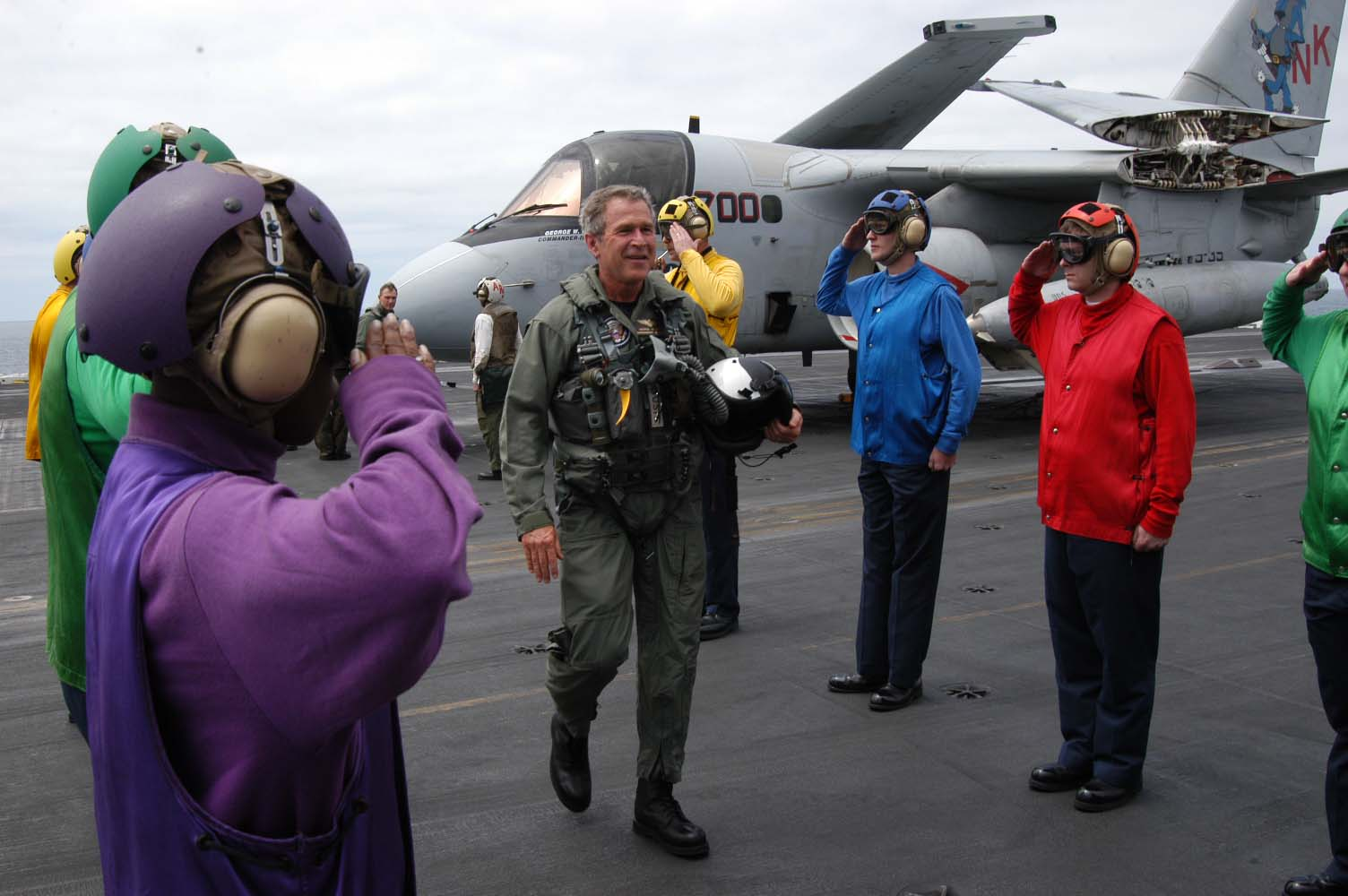
空母「エイブラハム・リンカーン」に降り立つジョージ・W・ブッシュ大統領
後方がアメリカ海軍第35対潜飛行隊(VS-35)所属のS-3“ネイビー・ワン”。

2003年5月1日、カリフォルニア州サンディエゴ沖の太平洋に浮かぶ原子力空母「エイブラハム・リンカーン」をジョージ・W・ブッシュ大統領が訪問する際に、乗機として第35対潜飛行隊(VS-35)のS-3が使用され、この機はアメリカ海軍史上初めて大統領座乗機に付与される“ネイビーワン”のコールサインで呼ばれたアメリカ海軍航空隊機となった。
S-3は2016年1月11日にアメリカ海軍から完全に退役した 。
アメリカ航空宇宙局（NASA）では海軍の退役機を取得し試験機(機体番号N601NA)として運用していたが、2021年7月14日にサンディエゴ航空宇宙博物館での展示物とするためサンディエゴへのラストフライトを行った。
艦載対潜機という特殊な機体であり、P-3やアトランティックといった地上対潜哨戒機が出現していた事から海外への輸出は実現せず（下記も参照）、運用はアメリカ海軍に留まった。ただし、カナダのCP-140 オーロラはP-3系統の機体であるが、対潜システムはS-3と同じ物を導入している。

## 導入計画

### 海上自衛隊
日本の海上自衛隊は第4次防衛力整備計画（4次防）に於いて、S-2 あおたかの後継機であるS-X（次期哨戒機）として、当時アメリカ海軍が開発中であったS-3を有力候補としていた。朝日新聞社社会部の防衛担当記者であった田岡俊次は、海上自衛隊が1980年代までには空母を保有する願望があることに言及しつつ、「将来、（S-3などを）空母に積むつもりなら最初から方針を表明すべき」だと批判していた。

### 韓国海軍
韓国海軍はP-3Cを16機、およびリンクス対潜ヘリを保有しているが、2010年の天安沈没事件を教訓に北朝鮮の潜水艦対策を強化するため、両者を補完する短・中距離用の哨戒機として利用していたS-2トラッカーの後継としてS-3の購入を希望していた。アメリカ海軍を退役してモスボールされている機体を改修の上、20機購入する予定だったが価格交渉が難航し、導入数を12に減らすなどしたが最終的に折り合わず交渉が中断した。その後、P-3Cが老朽化したため、後継機として6機のP-8Aを対外有償軍事援助（FMS）で導入することを決定した。

## 各型および派生型

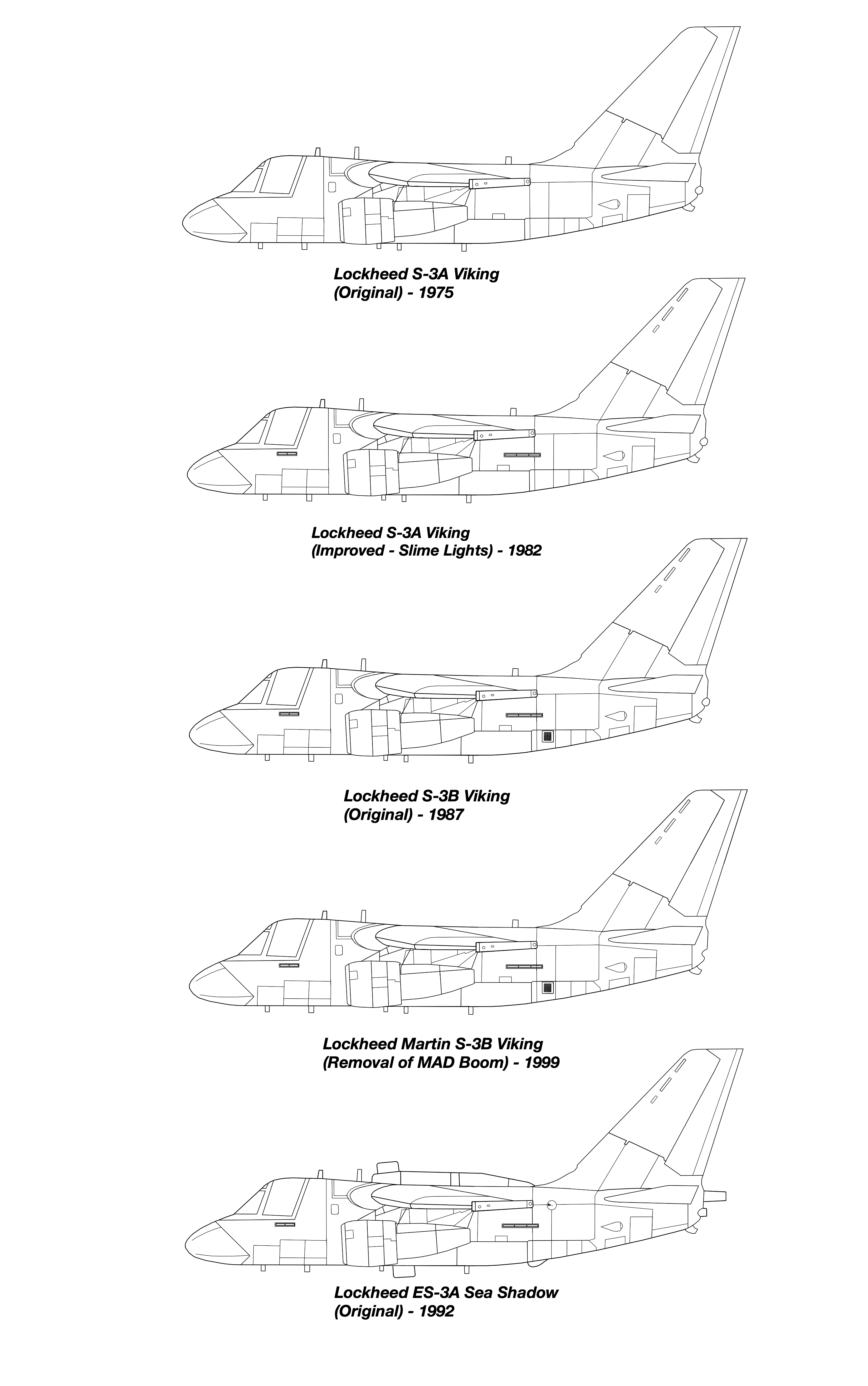
S-3 各型およびES-3

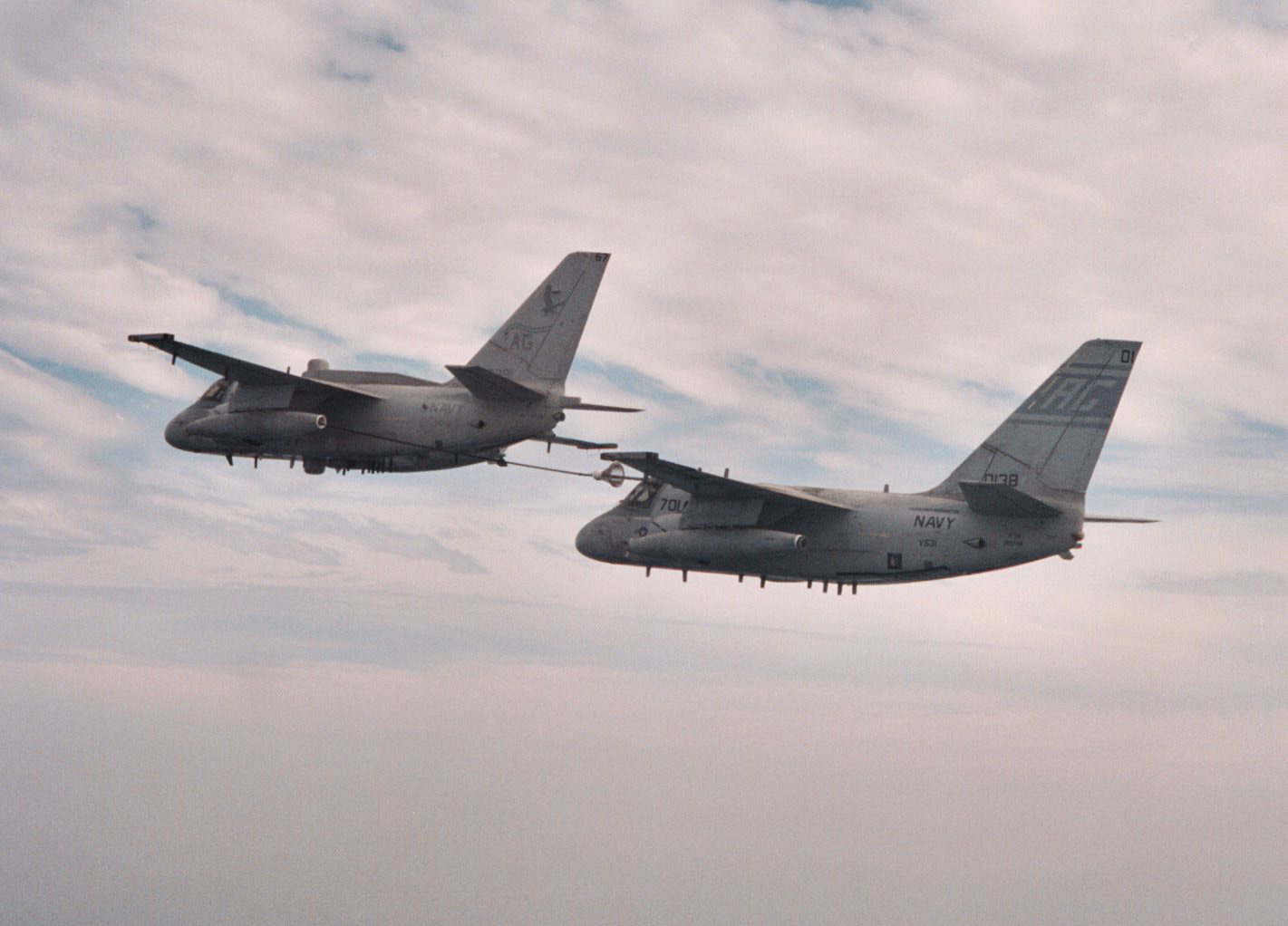
“バディポッド”空中給油装置を用いてS-3Bに空中給油を行うES-3A

YS-3
試作型。8機製造。
S-3A
初期量産型。187機製造。
S-3B
1981年より開始された"Weapon Systems Improvement Program (WSIP. 兵器システム能力向上プログラム)による能力向上型。搭載電子機器を更新し、逆合成開口レーダーAPS-137の搭載、AGM-84の運用能力追加など。
初号機は1984年9月に完成し、以後A型から119機を改修した。
ES-3A
対潜装備の代わりに各種の電子戦装備を搭載したSIGINT（信号情報収集）機。"Sea Shadow"（シー・シャドウ）の名でも呼ばれる。各所にアンテナが増設されていること、機体上面に“カヌー型”と呼ばれる増設機器用の張り出し（フェアリング）があることや、機体後部下面のソノブイランチャーと機体尾部の伸縮式MADセンサーがないことなどがS-3とは異なる。電子機器の増設と各所に増設したフェアリング / アンテナによる空気抵抗の増大により最高発揮速度は750 km / hに低下している。
開発プログラムは1991年より開始され、YS-3より改造された1号機は1993年5月15日に初飛行し、以後16機がS-3より改造されて製作され、1994年から部隊運用が開始されたが、アメリカ海空軍が共同で構築する計画を進めていた“統合空中信号情報収集機構(Joint Airborne SIGINT Family, JASF)”への統合計画の一環として1998年から段階的に運用が縮小され、1999年度をもって部隊運用は終了した。
なお、ES-3は電子情報収集任務の他に空中給油母機としても用いられ、“バディポッド”方式の空中給油装置を翼下に搭載して航空母艦搭載機への給油任務にも従事した。
KS-3A
空中給油装置を搭載した空中給油機型。4,382 USガロン（16,600 リットル）の燃料を積載でき、給油能力に加え電子戦能力および通信中継能力も追加されている。YS-3試作5番機より1機が改修されたが、発注がキャンセルされたために製作された試作機は乗員訓練機に使用された後にUS-3Aに再改修された。
KS-3B
S-3Bの対潜機材の代わりに機内燃料タンクを増設し、“バディポッド”方式の空中給油装置を搭載した空中給油機型。対潜装備以外の電子装備はS-3Bと同様のものを継続して搭載する。計画のみでキャンセルされ実機は製作されていない。
US-3A
艦上輸送機(COD)型。対潜機材と電子装備を搭載せず、機首レーダーはAN/APS-121 気象レーダーに変更されている。乗員は3名（正 / 副操縦士、積載貨物管理士（ロードマスター）となり、6人の乗客または4,680 ポンド（2,120 kg）の貨物を積載できる。S-3とは対潜・電子関連のアンテナやMADブーム・ソノブイの投下孔がないこと、コクピット後方の後部乗員区画に縦スリット状の窓が追加されていることなどが異なる。
S-3Aより6機が改修され、1998年に全機が退役した。
概念実証型ヴァイキング(Proof of Concept Viking)
艦上対潜哨戒機として余剰となったS-3を改造して各種の電子戦／試験機が製造されており、これら一連のプロジェクトは"proof of concept projects."（概念実証計画）と通称された。
"Aladdin" Viking
空中投下するセンサーを用いて構築する地上監視システムおよび電波情報収集(ELectric INTelligence. ELINT)システムを搭載した機体。ボスニア紛争にて実戦投入されたとされるが詳細は不明。6機製作。
"Beartrap Viking"
アメリカ海軍の実施した"Project BearTrap"（将来対潜水艦戦研究プログラム）の実験機として使用された機体。
"Calypso Viking"
カリブ海における麻薬密輸阻止のために洋上／超低空監視機として改装される計画のもの。構想のみで実現しなかった。
"Gray Wolf Viking"
翼下に貨物輸送ポッドを改造したAN/APG-76(英語版)SAR（Synthetic Aperture Radar. 合成開口レーダー）レーダーポッドを搭載した地上監視機。レーダー装置はイスラエルのF-4“クルナス”戦闘機の能力改修型に搭載される予定であったものを流用し、カーゴポッドの先端にF-4のノーズコーンとレーダーを結合させた形のものが製作された。レーダーに加えて移動目標指示計(MTI)とGPS/INS(GPS補助慣性航法装置)によってレーダーが捉えた地上 / 海上および低空を移動する目標の位置と進路を捕捉し、更に統合戦術情報伝達システム(Joint Tactical Information Distribution System, JTIDS)と接続して自機で追尾監視するだけではなく目標データを戦闘指揮所などに送信できる、というもので、"Sea STARS(Sea-based Surveillance, Targeting, & Attack Radar System)"の通称で呼ばれた。1機製作。
"Orca Viking"
"Gray Wolf Viking"同様にAN/APG-76 SAR / MTI レーダーポッドやレーザー距離計といった航空機搭載用電子機器を搭載した沿岸 / 水中監視システムのテストベッド（搭載試験機）として改修された機体。
"Outlaw Viking"
S-3Bに超水平線空中センサーシステム(Over-the-horizon Airborne Sensor Information System. "OASIS III")を搭載した機体。1機が改造されて製作されたが、1998年には通常のS-3Bの仕様に戻され、この機体はその後乗員訓練機として用いられた後に退役後は空母ミッドウェイ博物館にて展示されている。
"NASA Viking"
NASAに移管されて研究機として使用された機体。

### 次期空母艦載輸送機計画
ロッキード・マーティンは、アメリカ海軍のC-2グレイハウンドを代替する次期空母艦載輸送機計画にS-3を改修して艦載輸送機化した"C-3"を提案していた。この計画は過去に存在した艦載輸送機型のUS-3Aとは異なり、胴体を新規に設計されたものと交換することで、4.5トンの貨物あるいは兵員28名を輸送可能な艦載輸送機に改修する計画であった。ロッキード・マーティンは、デビスモンサン空軍基地でモスボールされている91機のうち、87機が再生可能で、平均で9,000時間の残存飛行時間があるとしており、C-3は次期主力艦上戦闘機であるF-35Cが搭載するプラット・アンド・ホイットニー F135をそのまま搭載でき、S-3の退役後、艦載給油機の任務を担っているF/A-18を解放することが可能であるとアピールしていた。
ロッキード・マーティンのC-3案の他、ノースロップ・グラマンがE-2Dの技術を取り入れたC-2のアップデート型を ベル・ヘリコプターおよびボーイングがMV-22Bオスプレイの艦載輸送機仕様を提案していたが、アメリカ海軍および海兵隊は2015年1月5日にMV-22の艦載輸送機仕様をCMV-22Bとして導入する契約を結んだため、S-3の発展形としてのC-3は実現しなかった。
これらの他に、E-2の後継としての早期警戒機(AEW)型が構想されていたが、アメリカ海軍の方針がE-2の更新から近代化改装と発展強化型の開発によるE-2シリーズの継続運用に変更されたため、S-3の派生型としてのAEW機は構想と検討用縮小モックアップの製作以上の段階には進展せぬままに終わった。

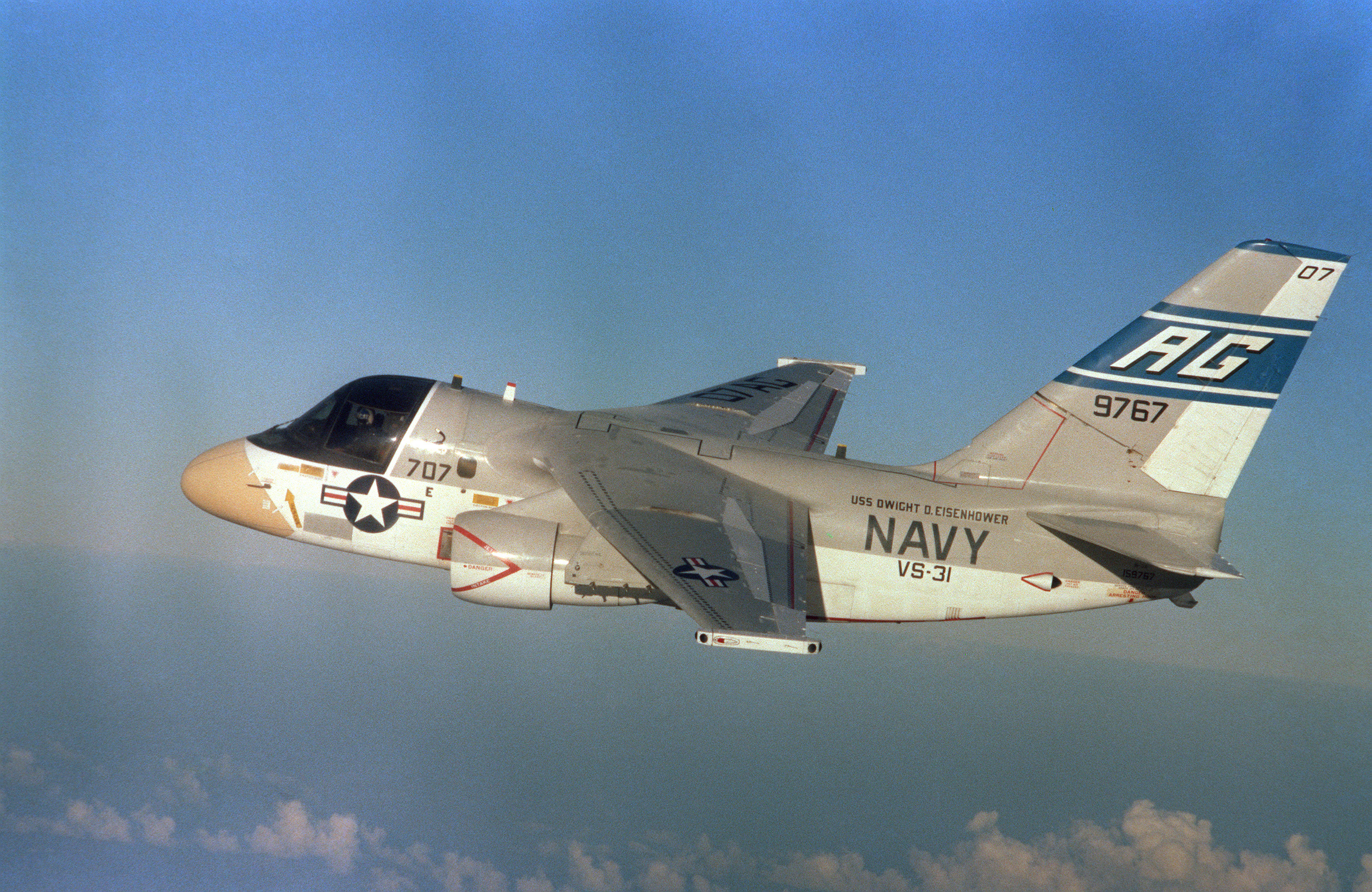
S-3A
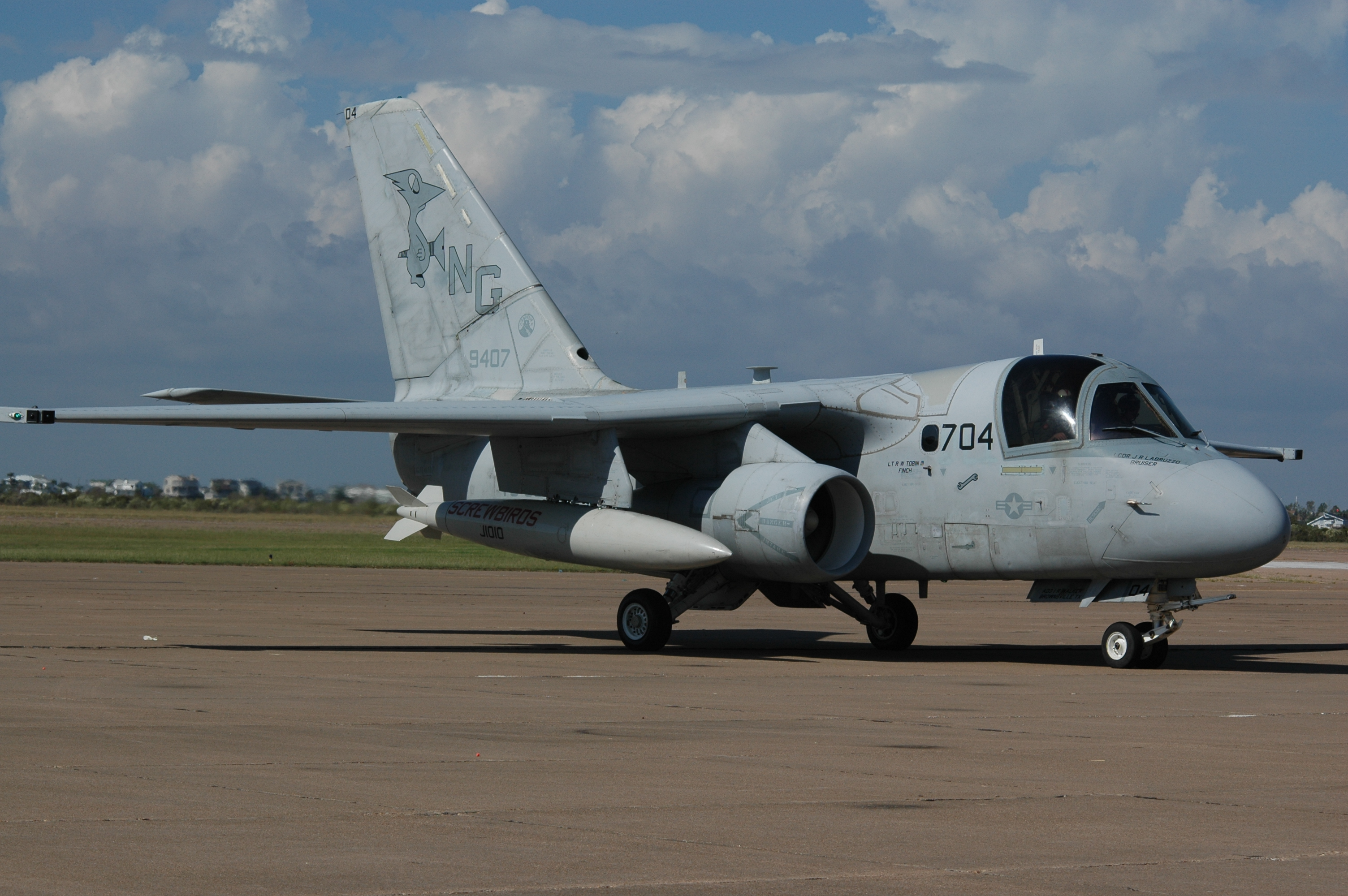
S-3B
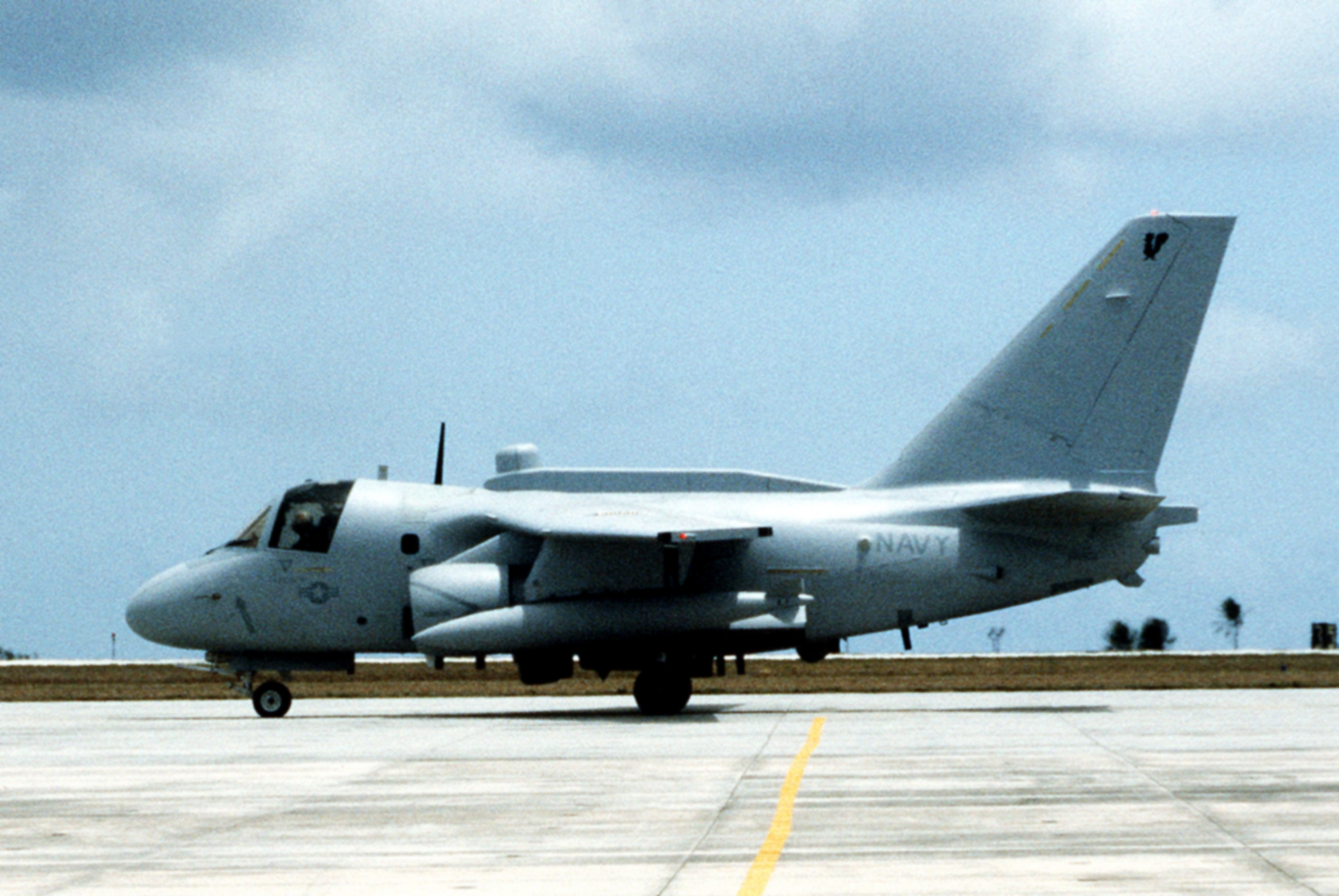
ES-3A
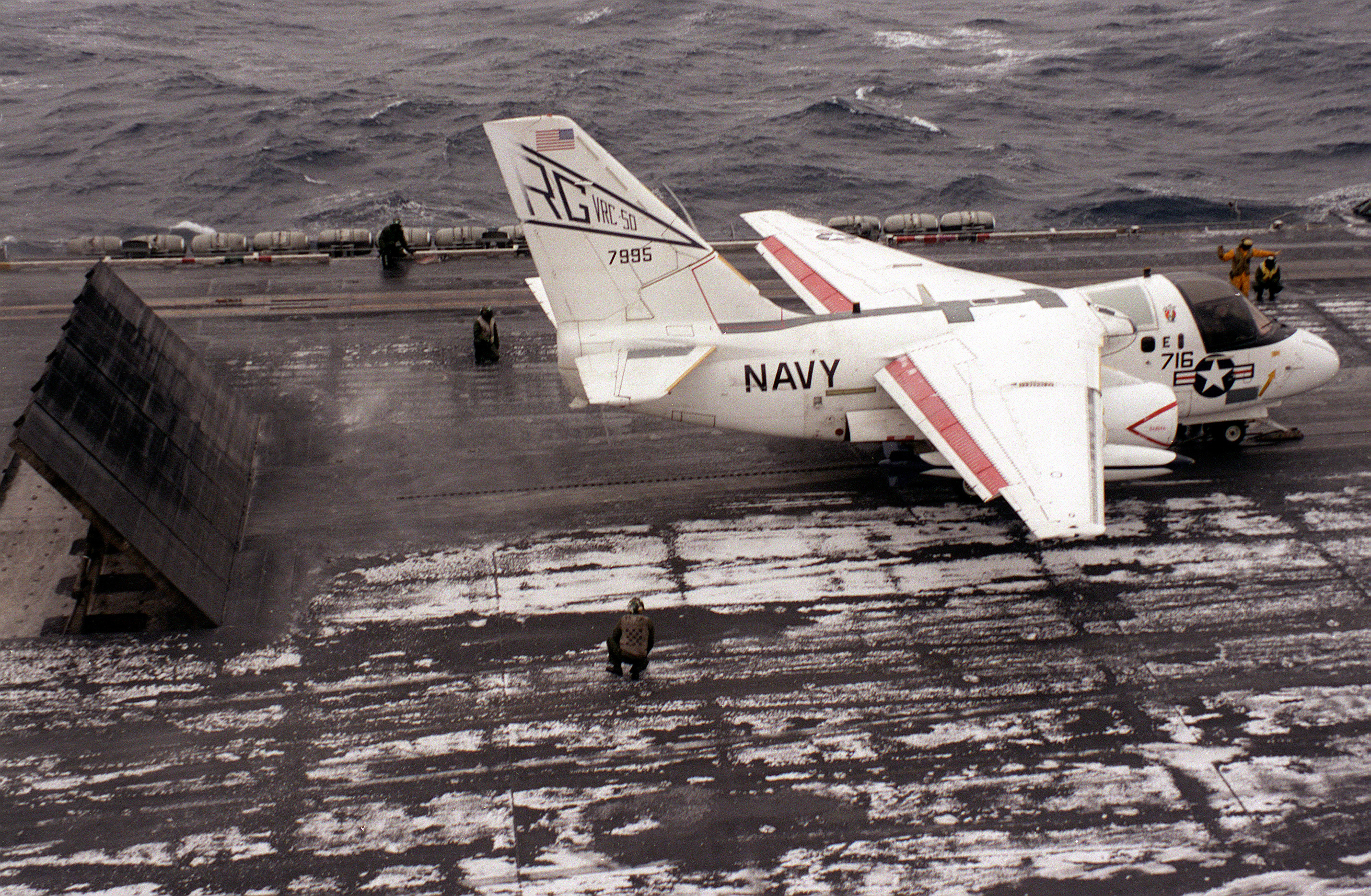
US-3A
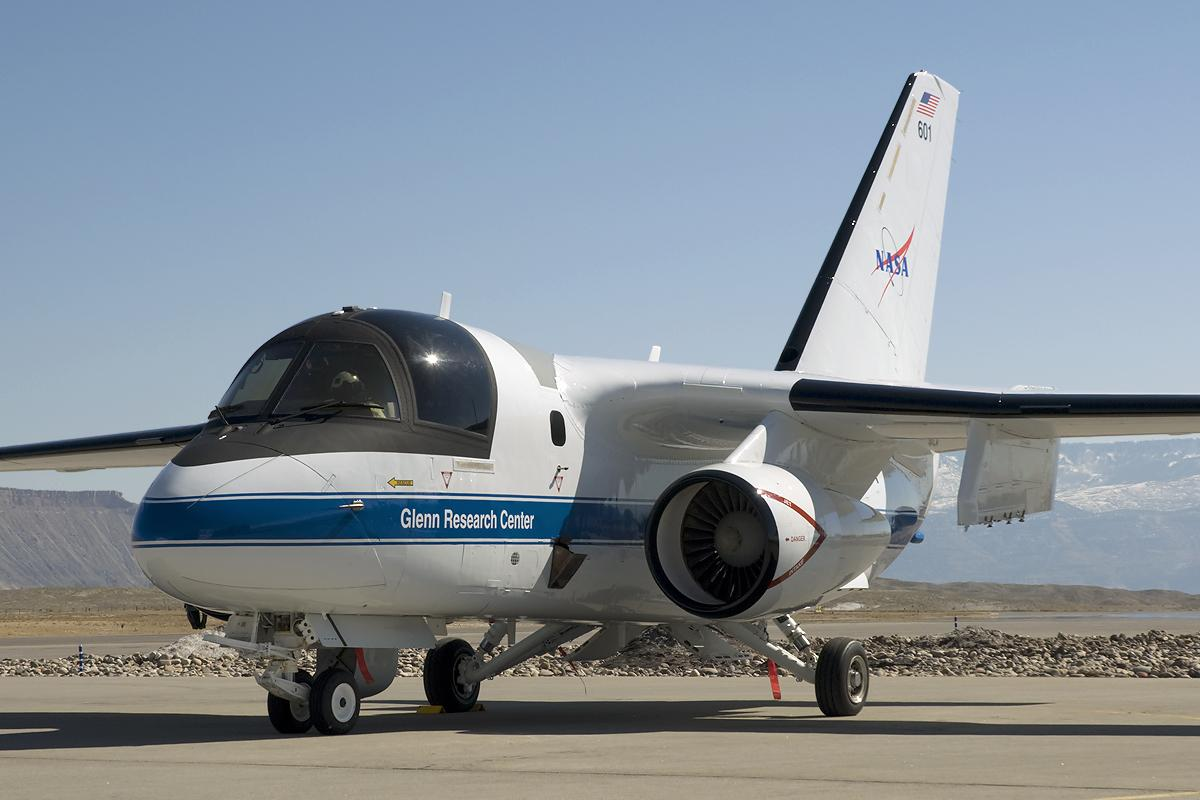
NASA Glenn Research Center所属の　S-3B

## 主要諸元
- 乗員：4 名
- 全長：16 m
- 全幅：20.6 m
- 全高：6.9 m
- エンジン：ゼネラル・エレクトリック　TF-34-GE-400 ターボファン　2基
  - 　エンジン推力：4,210 kg X2
- 最大離陸重量：23,831 kg
- 最高速度：830 km/h
- 航続距離：4,260 km以上
- 最大高度：12,200 m
- 武装：AGM-84 ハープーン、Mk. 46対潜魚雷、Mk.54/60対潜爆雷、機雷、各種爆弾、ロケット弾
- センサー：ソノブイ、MAD、ESM、FLIRなど

## 登場作品

### 映画
『ファイナル・カウントダウン』
ニミッツ級航空母艦「ニミッツ」の艦載機として登場。天候が悪化してきたことを受けて着艦する。
『エアポート'77』
洋上を飛行中に行方不明になった旅客機の捜索に出動する。

### アニメ・漫画
『エリア88』
ストーリー後期に登場。プロジェクト4所属のラファイエット級戦略原潜に対し、空母「エリア88」(エンタープライズ級空母)から出撃。魚雷を投下し同級潜水艦を撃沈している。
『沈黙の艦隊』
ストーリー初期に登場。脱走した原子力潜水艦「シーバット」に対して、ニミッツ級航空母艦「カール・ヴィンソン」から出撃し、浮上した同級に対潜爆弾を威嚇投下する。ただし、これ以降同機が作中に登場する事は無かった。
『マクロスゼロ』　
KS-3が統合軍側給油機として登場。一回目はスカル小隊の訓練前の給油シーンで、二回目はロイ・フォッカーの操るVF-0Sへの空中給油シーンで登場。
『FUTURE WAR 198X年』
A型がソビエト連邦の原子力潜水艦を攻撃する。